# Керлінг на Олімпійських іграх
Змагання з керлінгу вперше демонструвалися на зимових Олімпійських іграх 1924 року.
1998 року керлінг визнано олімпійським видом спорту, і на Олімпійських іграх в Нагано розіграно перші золоті медалі. У лютому 2006 року Міжнародний олімпійський комітет переглянув історію і ухвалив, що змагання з керлінгу на Іграх 1924 року слід вважати повноцінною олімпійською дисципліною.

## Медалі
Оновлено після завершення зимових Олімпійських ігор 2022
| Місце               | Країна              | Золото | Срібло | Бронза | Загалом |
| ------------------- | ------------------- | ------ | ------ | ------ | ------- |
| 1                   | Канада              | 6      | 3      | 3      | 12      |
| 2                   | Швеція              | 4      | 3      | 4      | 11      |
| 3                   | Велика Британія     | 3      | 2      | 1      | 6       |
| 4                   | Швейцарія           | 1      | 3      | 3      | 7       |
| 5                   | Норвегія            | 1      | 2      | 2      | 5       |
| 6                   | США                 | 1      | 0      | 1      | 2       |
| 7                   | Італія              | 1      | 0      | 0      | 1       |
| 8                   | Японія              | 0      | 1      | 1      | 2       |
| 9                   | Данія               | 0      | 1      | 0      | 1       |
| 9                   | Південна Корея      | 0      | 1      | 0      | 1       |
| 9                   | Фінляндія           | 0      | 1      | 0      | 1       |
| 12                  | Китай               | 0      | 0      | 1      | 1       |
| 12                  | Франція             | 0      | 0      | 1      | 1       |
| Загалом (13 збірні) | Загалом (13 збірні) | 17     | 17     | 17     | 51      |